# Lukáš Lacko
Lukáš Lacko (Piešťany, 3 de Novembro de 1987) é um tenista profissional da Eslováquia, no ano de 2010 conquistou seu melhor ranking, 60° do mundo, pertence a Equipe Eslovaca de Copa Davis.

## ATP Tour finais

### Simples: 1  (0–1)
| Legenda                           |
| --------------------------------- |
| Grand Slam (0–0)                  |
| ATP World Tour Finals (0–0)       |
| ATP World Tour Masters 1000 (0–0) |
| ATP World Tour 500 Series (0–0)   |
| ATP World Tour 250 Series (0–1)   |

| Títulos por piso |
| ---------------- |
| Duro (0–1)       |
| Saibro (0–0)     |
| Grama (0–0)      |
| Carpete (0–0)    |

| Resultado | N. | Data             | Torneio                             | Piso     | Oponente        | Placar   |
| --------- | -- | ---------------- | ----------------------------------- | -------- | --------------- | -------- |
| Vice      | 1. | 5 Fevereiro 2012 | PBZ Zagreb Indoors, Zagreb, Croácia | Duro (i) | Mikhail Youzhny | 2–6, 3–6 |

### Duplas: 1 (0–1)
| Legenda                           |
| --------------------------------- |
| Grand Slam (0–0)                  |
| ATP World Tour Finals (0–0)       |
| ATP World Tour Masters 1000 (0–0) |
| ATP World Tour 500 Series (0–0)   |
| ATP World Tour 250 Series (0–1)   |

| Finais por piso |
| --------------- |
| Duro (0–1)      |
| Saibro (0–0)    |
| Grama (0–0)     |
| Carpete (0–0)   |

| Resultado | N. | Data             | Torneio                                      | Piso     | Parceiro     | Oponentes                 | Placar           |
| --------- | -- | ---------------- | -------------------------------------------- | -------- | ------------ | ------------------------- | ---------------- |
| Vice      | 1. | 23 Setembro 2012 | St. Petersburg Open, São Petersburgo, Rússia | Duro (i) | Igor Zelenay | Rajeev Ram Nenad Zimonjić | 2–6, 6–4, [6–10] |

## Ligações Externas
- Perfil na ATP